# Duque de Cumberland
Duque de Cumberland é um título nobiliárquico conferido para membros mais jovens da família real britânica.
O ducado foi criado pela primeira vez em 1644 no Pariato da Inglaterra para o sobrinho de Carlos I, o príncipe Ruperto do Reno. Extinto e recriado várias vezes no Pariato da Grã-Bretanha, o ducado de Cumberland foi criado pela última vez para Ernesto Augusto, quinto filho de Jorge III, sob a forma de Duque de Cumberland e Teviotdale, mas o título foi abolido em vista das atividades pró-alemãs do último duque, Ernesto Augusto, Príncipe Herdeiro de Hanôver, conforme aprovada na Titles Deprivation Act 1917.

## Duques
| Nome                                                                                        | Imagem                                     | Nascimento             | Casamento e descendência                                  | Morte                                                |
| ------------------------------------------------------------------------------------------- | ------------------------------------------ | ---------------------- | --------------------------------------------------------- | ---------------------------------------------------- |
| Primeira criação (1644)                                                                     |                                            |                        |                                                           |                                                      |
| Ruperto do Reno Conde Palatino do Reno 1644 – 1682                                          | Ruperto do Reno                            | 17 de dezembro de 1619 | — Não se casou.                                           | 29 de novembro de 1682 (62 anos, 11 meses e 12 dias) |
| Segunda criação (1689)                                                                      |                                            |                        |                                                           |                                                      |
| Jorge Consorte Real 1689 – 1708                                                             | Príncipe Jorge da Dinamarca                | 2 de abril de 1653     | Ana da Dinamarca 28 de julho de 1683 1 filho              | 28 de outubro de 1708 (55 anos, 6 meses e 26 dias)   |
| Terceira criação (1726)                                                                     |                                            |                        |                                                           |                                                      |
| Guilherme Augusto Marquês de Berkhamstead Conde de Kennington Visconde Trematon 1726 – 1765 | Guilherme, Duque de Cumberland             | 26 de abril de 1721    | — Não se casou.                                           | 31 de outubro de 1765 (44 anos, 6 meses e 5 dias)    |
| Henrique Frederico Conde de Dublin 1766 – 1790                                              | Henrique, Duque de Cumberland e Strathearn | 7 de novembro de 1745  | Ana Luttrell 2 de outubro de 1771 Sem filhos              | 18 de setembro de 1790 (44 anos, 10 meses e 11 dias) |
| Duque de Cumberland e Teviotdale                                                            |                                            |                        |                                                           |                                                      |
| Ernesto Augusto Conde de Armagh 1799 – 1851                                                 | Ernesto Augusto, Duque de Cumberland       | 5 de junho de 1771     | Frederica de Meclemburgo 29 de maio de 1815 1 filho       | 18 de novembro de 1851 (80 anos, 5 meses e 13 dias)  |
| Jorge Frederico Conde de Armagh 1851 – 1878                                                 | Jorge, Duque de Cumberland                 | 27 de maio de 1819     | Maria de Saxe-Altemburgo 18 de fevereiro de 1843 3 filhos | 12 de junho de 1878 (59 anos e 16 dias)              |
| Ernesto Augusto Conde de Armagh 1878 – 1919                                                 | Ernesto Augusto, Duque de Cumberland       | 21 de setembro de 1845 | Tira da Dinamarca 22 de dezembro de 1878 6 filhos         | 14 de novembro de 1923 (78 anos, 1 mês e 24 dias)    |

### Herdeiros do ducado, se restaurado
- Ernesto Augusto, Duque de Brunsvique (1887–1953), filho mais velho do Príncipe Ernesto Augusto II e genro do imperador Guilherme II da Alemanha.
- Ernesto Augusto de Hanôver (1914–1987), filho mais velho de Ernesto Augusto, Duque de Brunsvique.
- Ernesto Augusto de Hanôver (n. 1954), filho mais velho de Ernesto Augusto IV.
  - Seu herdeiro aparente poderá ser seu filho mais velho, Ernesto Augusto VI de Hanôver (n. 1983)